# Into the Great Wide Yonder
| Recensione | Giudizio |
| ---------- | -------- |
| AllMusic   |          |
| Pitchfork  | 6,5/10   |

Into the Great Wide Yonder è il secondo album in studio del musicista danese Trentemøller, pubblicato il 28 maggio 2010 dalla In My Room.

## Descrizione
Contrariamente al precedente The Last Resort, l'album è caratterizzato da un largo impiego delle chitarre e della batteria acustica, che si intrecciano alle tipiche sonorità elettroniche dell'artista.
Into the Great Wide Yonder è stato anticipato a marzo dal singolo Sycamore Feeling ed è stato inizialmente pubblicato per il download digitale e in Germania in formato CD. A seguire è stata commercializzata un'edizione speciale dell'album con un DVD bonus, oltre al secondo singolo ...Even Though You're with Another Girl, presentato a settembre 2010.

## Tracce
Musiche di Anders Trentemøller.
1. The Mash and the Fury – 7:00
2. Sycamore Feeling – 6:06 (testo: Marie Fisker)
3. Past the Beginning of the End – 6:19
4. Shades of Marble – 5:53
5. ...Even Though You're with Another Girl – 4:52 (testo: Josephine Philip)
6. Häxan – 5:11
7. Metamorphis – 2:05
8. Silver Surfer, Ghost Rider Go!!! – 4:23
9. Neverglade – 4:33 (testo: Fyfe Dangerfield)
10. Tide – 7:45 (testo: Solveig Sandnes)

DVD bonus nell'edizione speciale
1. Sycamore Feeling (Video) – 5:32 (testo: Marie Fisker)
2. Silver Surfer, Ghost Rider Go!!! (Live at Roskilde - Video) – 4:38

Tracce bonus nell'edizione speciale di iTunes
1. Neverglade (Trentemøller Remix) – 6:16
2. Sycamore Feeling (Marie Fisker Version) – 4:25
3. ...Even Though You're with Another Girl (Mikael Simpson Version) – 3:43
4. Neverglade (UNKLE Surrender Sounds Session #16) – 5:49
5. Sycamore Feeling (Mofus Remix) – 6:30
6. ...Even Though You're with Another Girl (Dan the Dø Remix) – 3:31
7. Tide (Efterklang Remix) – 4:51
8. Silver Surfer, Ghost Rider Go!!! (Andrew Weatherall Sky 81 Mix) – 5:59
9. Tide (Modeselektor's Last Remix Ever) – 4:39
10. ...Even Though You're with Another Girl (Pantha Du Prince Dub Version) – 8:58
11. Silver Surfer, Ghost Rider Go!!! (Lulu Rouge feat. Abdullah S Remix) – 4:50
12. ...Even Though You're with Another Girl (Kollektiv Turmstrasse Remix) – 8:04

## Formazione
Hanno partecipato alle registrazioni, secondo le note di copertina:
- Anders Trentemøller – strumentazione, produzione, missaggio
- Anders Schumann – mastering
- Davide Rossi – strumenti ad arco (tracce 1 e 4)
- Jakob Hoyer – chitarra acustica (traccia 2)
- Marie Fisker – voce (traccia 2)
- Mikael Simpson – chitarra acustica (traccia 3), basso (tracce 3, 8 e 10)
- Dorit Chrysler – theremin (traccia 3)
- Nana Øland Fabricious – coro (traccia 3)
- Josephine Philip – voce (traccia 5)
- Sune Martin – mandolino basso (traccia 9)
- Fyfe Dangerfield – voce (traccia 9)
- Solveig Sandnes – voce (traccia 10)

## Classifiche
| Classifica (2010)         | Posizione massima |
| ------------------------- | ----------------- |
| Belgio (Fiandre)          | 27                |
| Belgio (Vallonia)         | 79                |
| Danimarca                 | 2                 |
| Francia                   | 142               |
| Germania                  | 37                |
| Paesi Bassi               | 86                |
| Regno Unito (dance)       | 18                |
| Regno Unito (independent) | 25                |
| Svizzera                  | 41                |

## Date di pubblicazione
| Paese                 | Data di pubblicazione | Formato               |
| --------------------- | --------------------- | --------------------- |
| Mondo                 | 28 maggio 2010        | Download digitale     |
| Germania              | 28 maggio 2010        | CD                    |
| Danimarca             | 31 maggio 2010        | CD                    |
| Francia               | 2 giugno 2010         | CD                    |
| Canada                | 8 giugno 2010         | CD                    |
| Stati Uniti d'America | 8 giugno 2010         | CD, download digitale |